# Heilbronner Sandstein

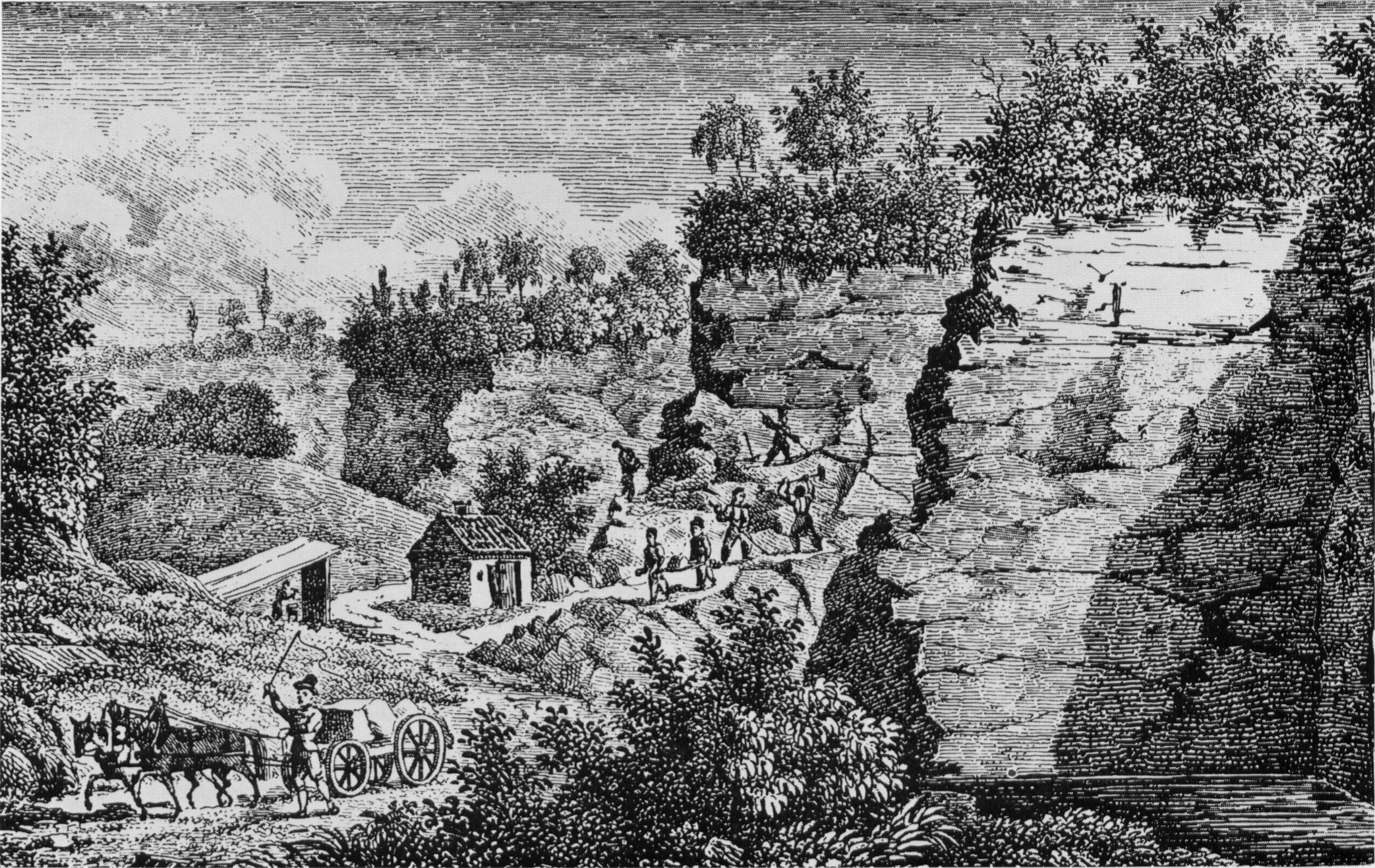
Heilbronner Sandsteinbrüche um 1835

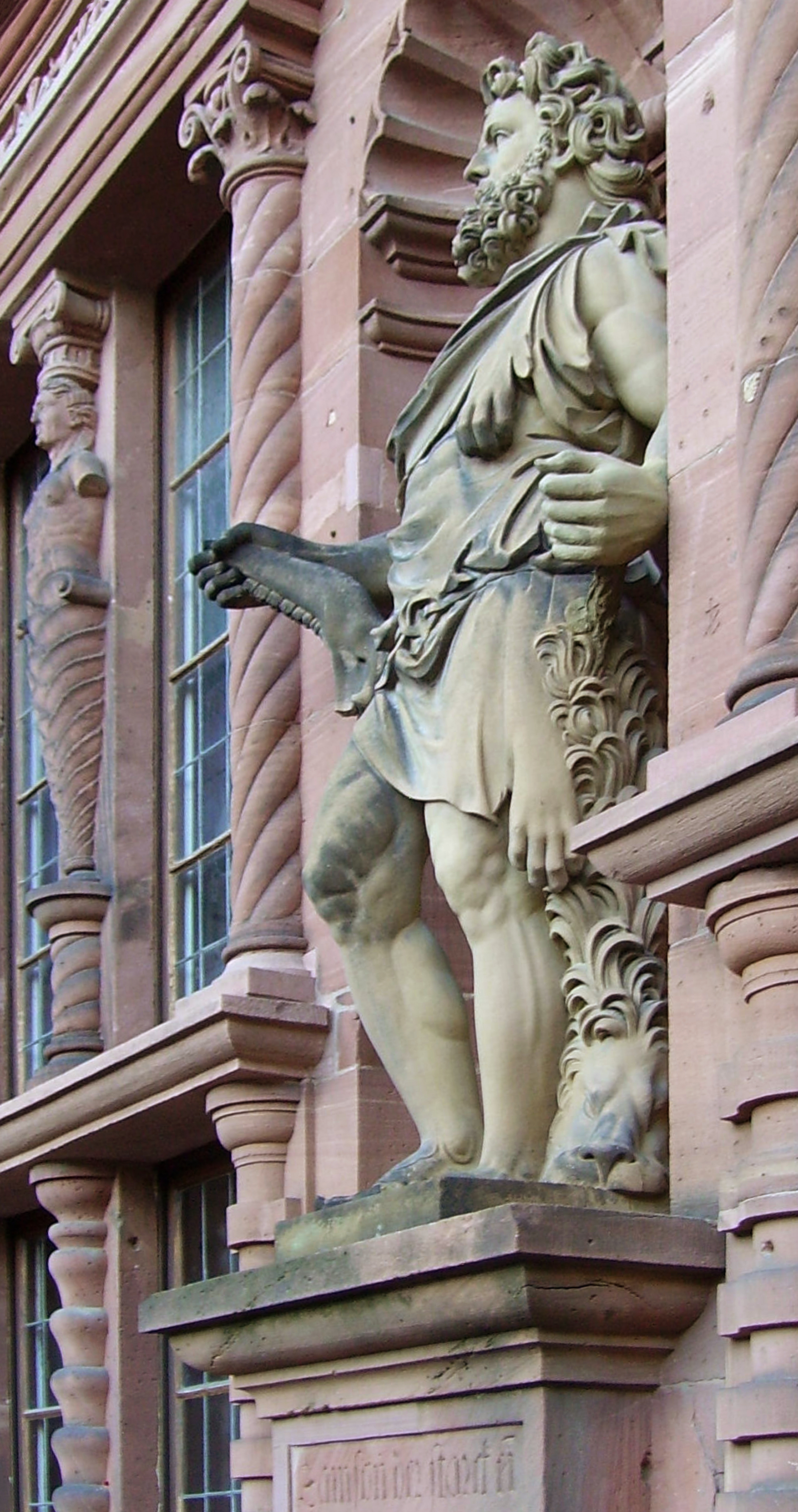
Samson am Ottheinrichsbau des Heidelberger Schlosses aus Heilbronner Sandstein. Die Fassade besteht aus rotem Neckartäler Sandstein.

Der Heilbronner Sandstein ist ein Schilfsandstein und wird bei Heilbronn in Baden-Württemberg gebrochen. Dieser Sandstein, der im Mittleren Keuper entstand, hat große kulturhistorische Bedeutung für die Region um Heilbronn.

## Geologie

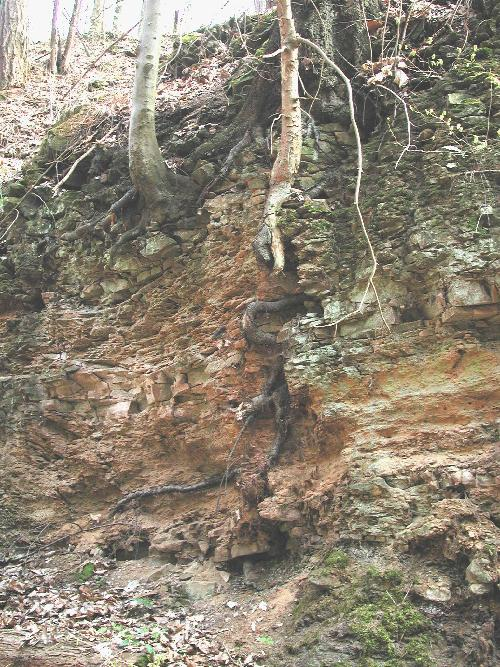
Aufschluss eines früheren Heilbronner Steinbruchs beim Jägerhaus

Heilbronn liegt im nördlichen Teil des Südwestdeutschen Schichtstufenlandes. Die im Osten der Stadt liegenden Heilbronner Berge lassen einen Ausschnitt der Schichtenfolge mit dem Heilbronner Sandstein erkennen. Auf der 28 bis 29 m mächtigen Schicht des Unteren Keupers folgt der 130 bis 150 m mächtige Gipskeuper, auf dem die 20 bis 45 m mächtige Schicht des Heilbronner Sandsteins, eines Schilfsandsteins, aufliegt. Diese Sandsteinschicht wurde früher intensiv abgebaut, die daraus gewonnenen Steine prägen das historische Stadtbild Heilbronns. In der tiefergelegenen Stadt sind der Schilfsandstein gänzlich und die Schichten darunter bis zum Unterkeuper fast vollständig durch Erosion abgetragen.
In geringerem Umfang als früher wird der Heilbronner Sandstein bis in die heutige Zeit (2010) abgebaut; ein noch betriebener Steinbruch liegt westlich vom Schweinsberg (Heilbronner Berge) im Waldgewann Winterhaldenhau (⊙).

## Gesteinsbeschreibung und Mineralbestand

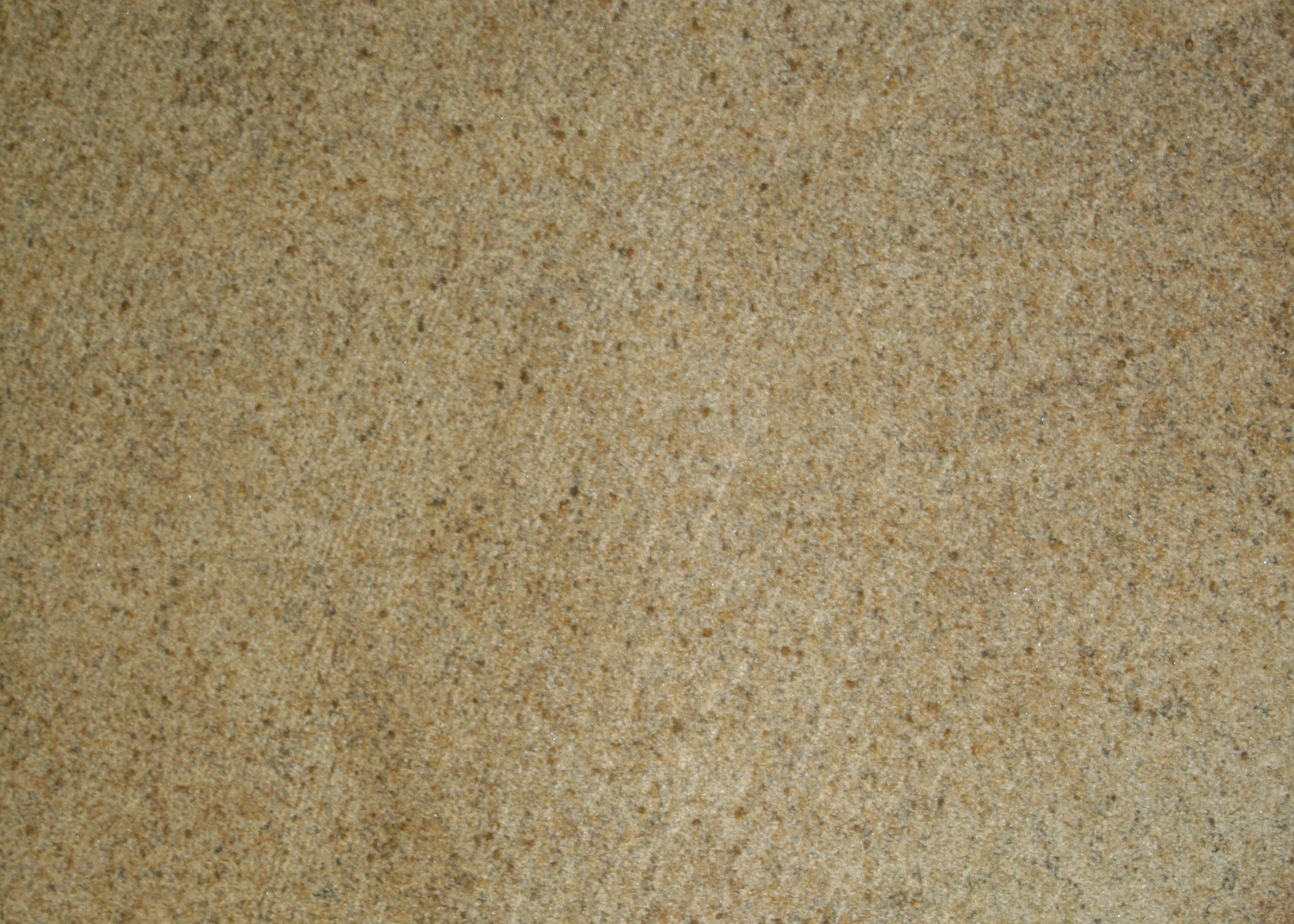
Heilbronner Sandstein (Muster; ca. 10 × 8 cm; Oberfläche gesägt)

Es handelt sich um einen hellbraunen feinkörnigen Sandstein mit tonig-ferritischer (Ton-Eisen) Bindung. An seiner Oberfläche zeigt er eine gleichmäßig verteilte, braune Verfleckung. Diese Flecken entstanden durch limonitische (Gelb-Brauneisen) Anreicherungen.
Seine Komponenten sind 30 Prozent Quarz, 57 % Gesteinsbruchstücke, 12 % Alkalifeldspat und 1 % Plagioklas. Die Akzessorien mit einem Anteil von unter 1 % sind Muskovit, Turmalin, Apatit, Zirkon und opake (undurchsichtige) Mineralkörner. Die Korngröße liegt bei 0,14 Millimeter. Es handelt sich um einen schwach feldspatführenden Sandstein mit Gesteinsbruchstücken.

## Verwendung
Wegen seiner tonig-ferritischen Bindung widersteht Heilbronner Sandstein der Verwitterung wenig; er sandet, blättert und schalt ab. Weil der enthaltene Hellglimmer horizontal eingeregelt ist, spaltet der Stein in dieser Richtung sehr leicht; bei seinem Einbau senkrecht zum Lager sind deshalb sogar großflächige Abschalungen zu erwarten.
Dieser Sandstein wird für Monumentalbauten im Hoch- und Brückenbau, für Werksteine, Fußbodenplatten, Treppen, Denk- und Grabmale verwendet. Er erfreut sich wegen seiner leichten Bearbeitbarkeit bei Steinbildhauern großer Beliebtheit.
Verbaut wurde der Heilbronner Sandstein beispielsweise in Heilbronn selbst am Rathaus, an der Kilianskirche und am Hauptbahnhof, in Bad Wimpfen am Roten Turm (als Bossenstein) und am Justizgebäude Ulm. Auch Skulpturen am Heidelberger Schloss und Ornamente am Kölner Dom sind aus ihm gefertigt.

Heilbronner Sandstein an kulturell bedeutenden Bauten
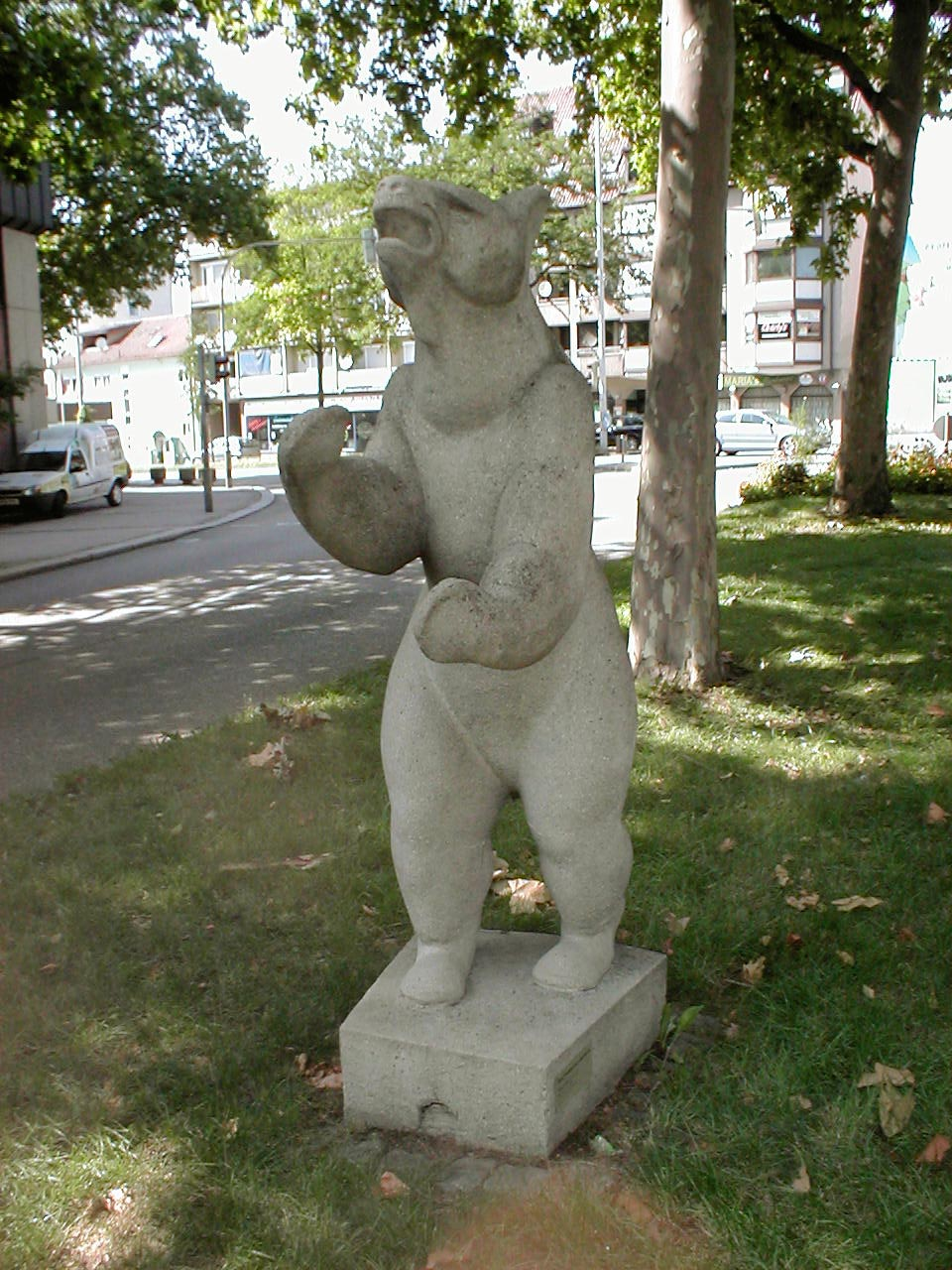
Berliner Bär von Ernst Kibler in Heilbronn
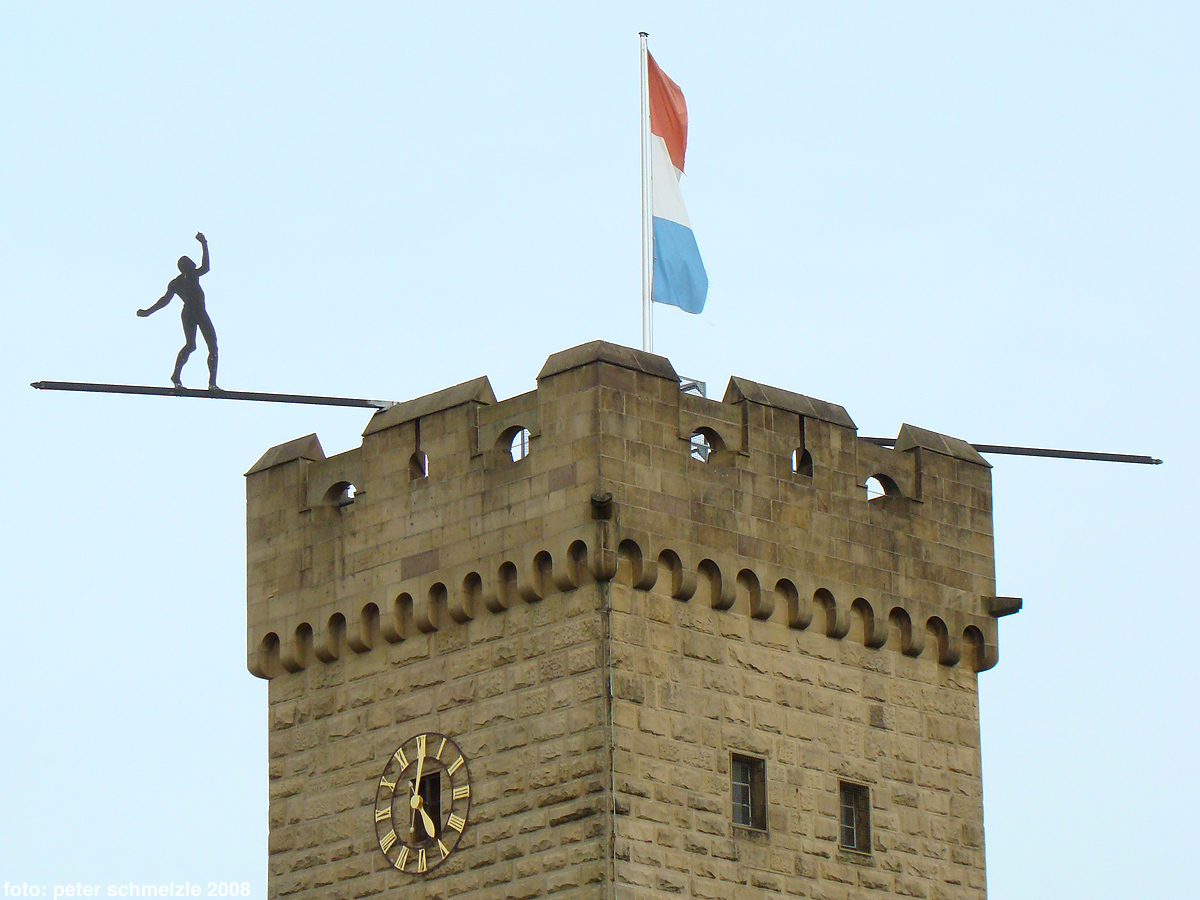
Götzenturm in Heilbronn mit Skulptur von Hubertus von der Goltz
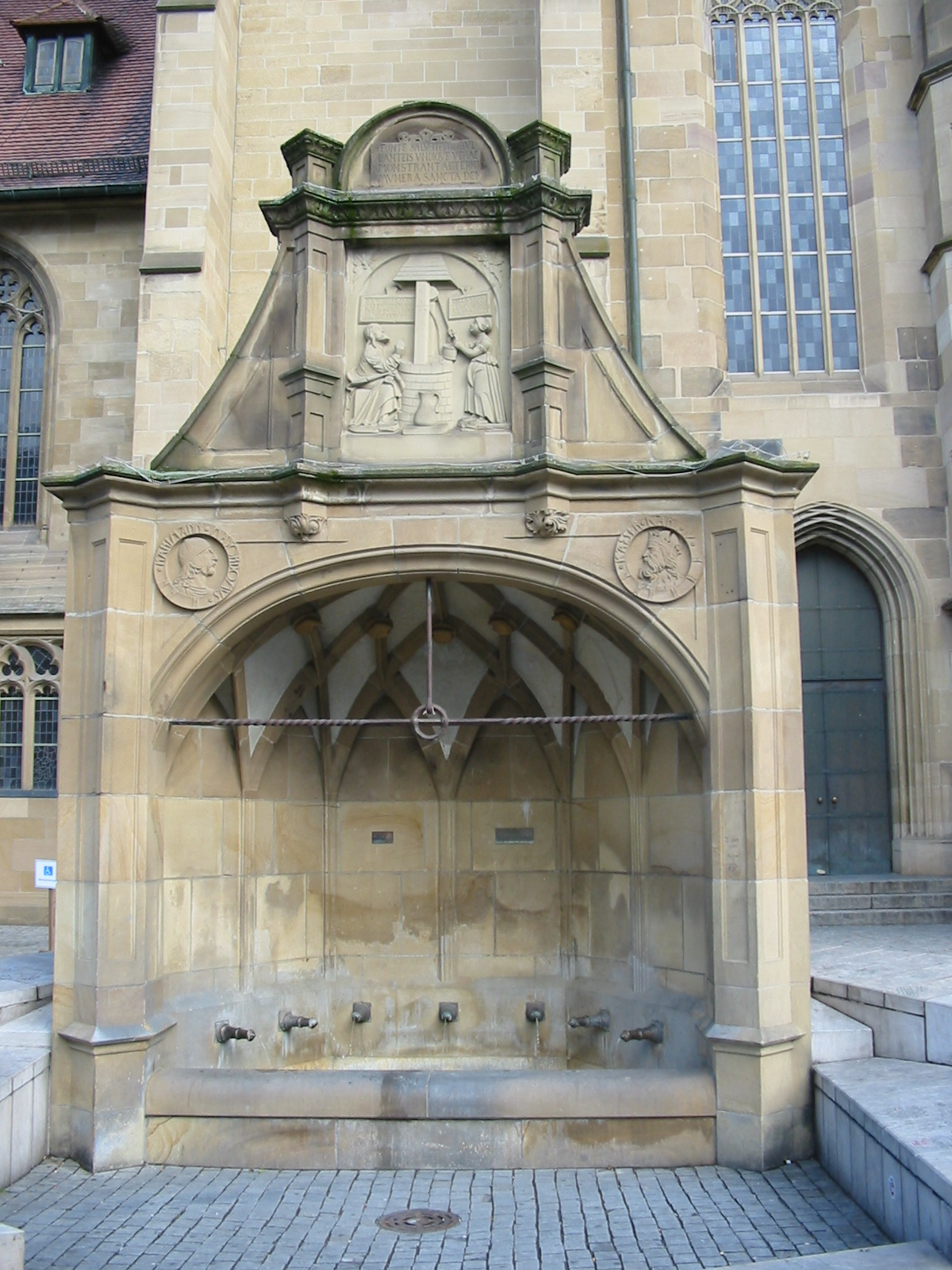
Der Siebenröhrenbrunnen in Heilbronn
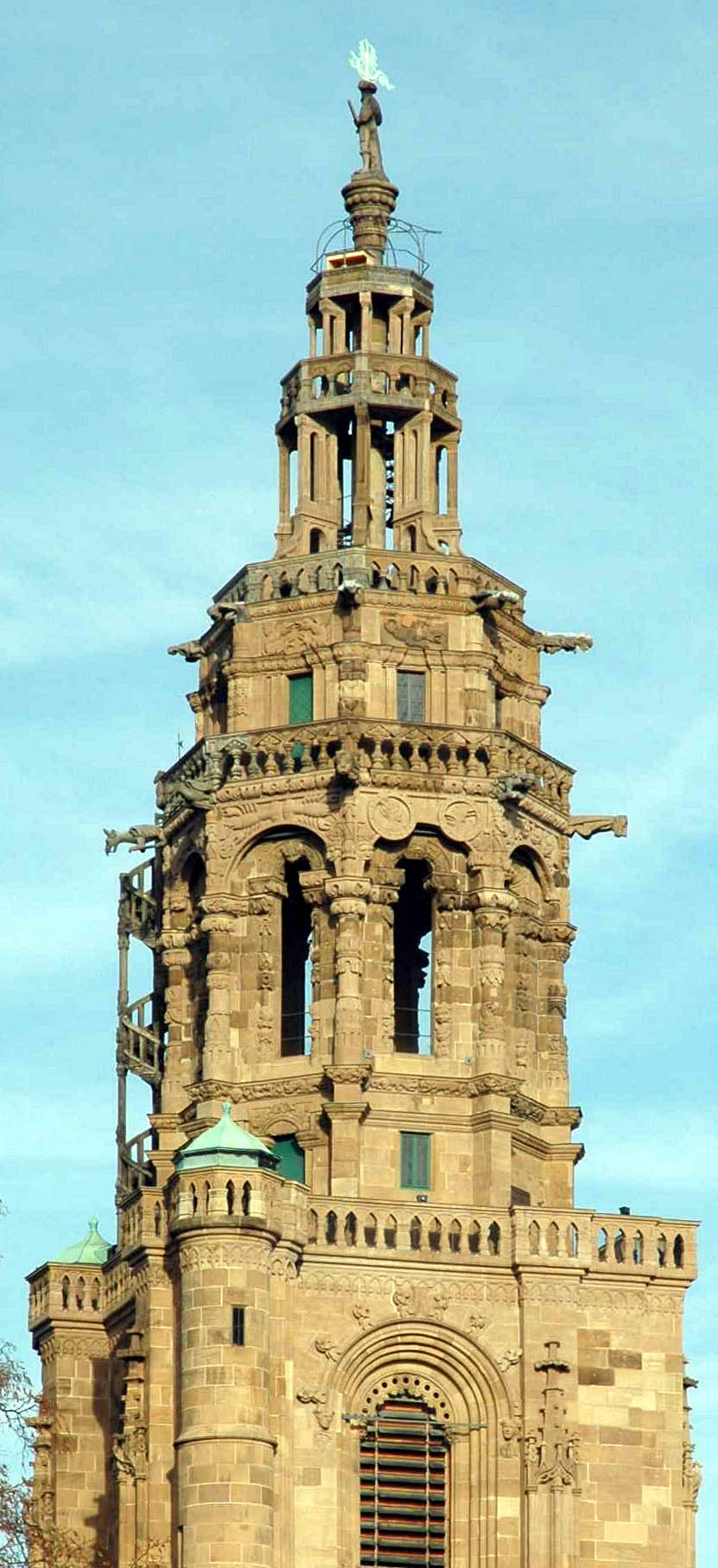
Turm der Kilianskirche Heilbronn
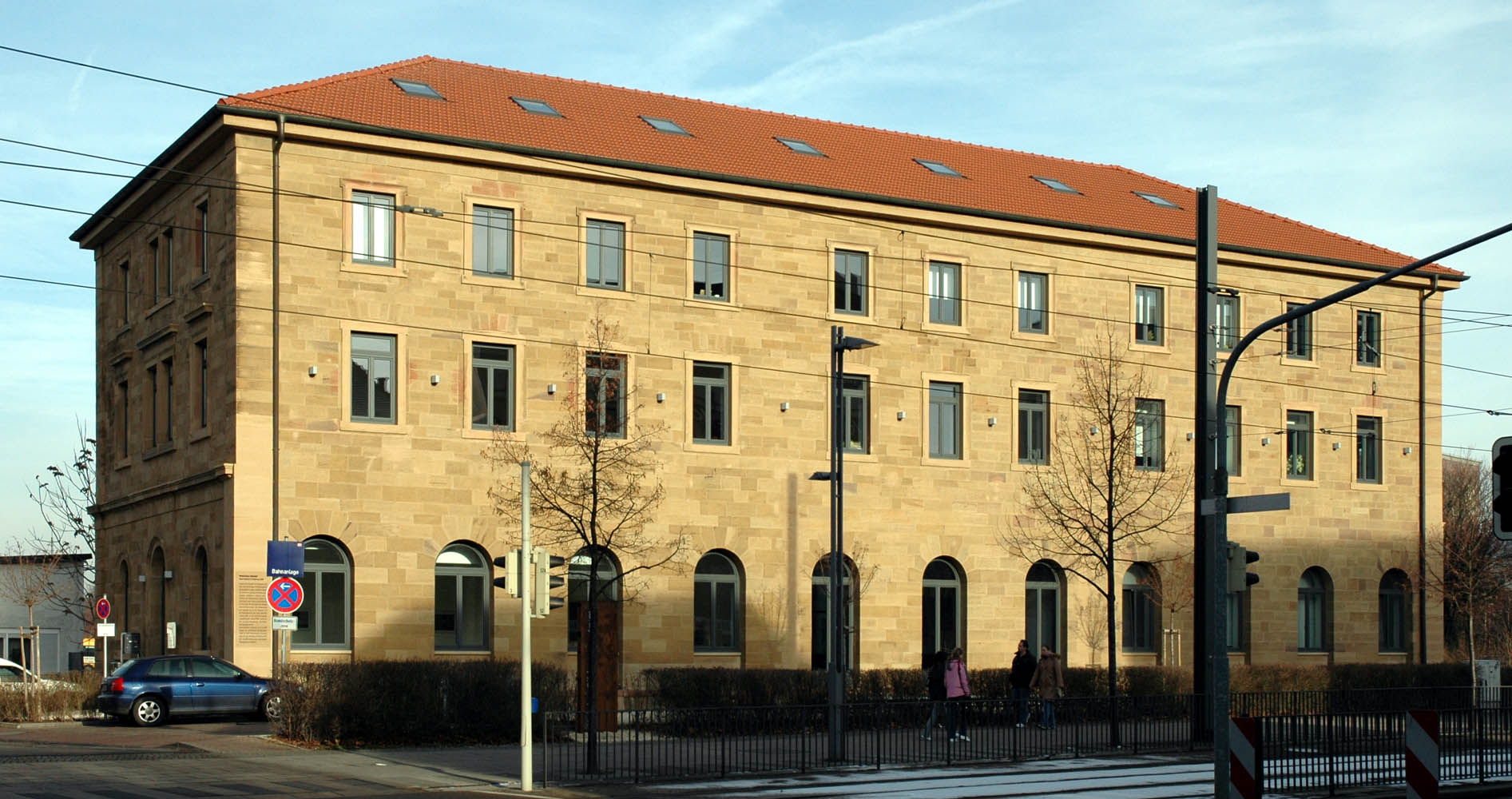
Alter Bahnhof Heilbronn
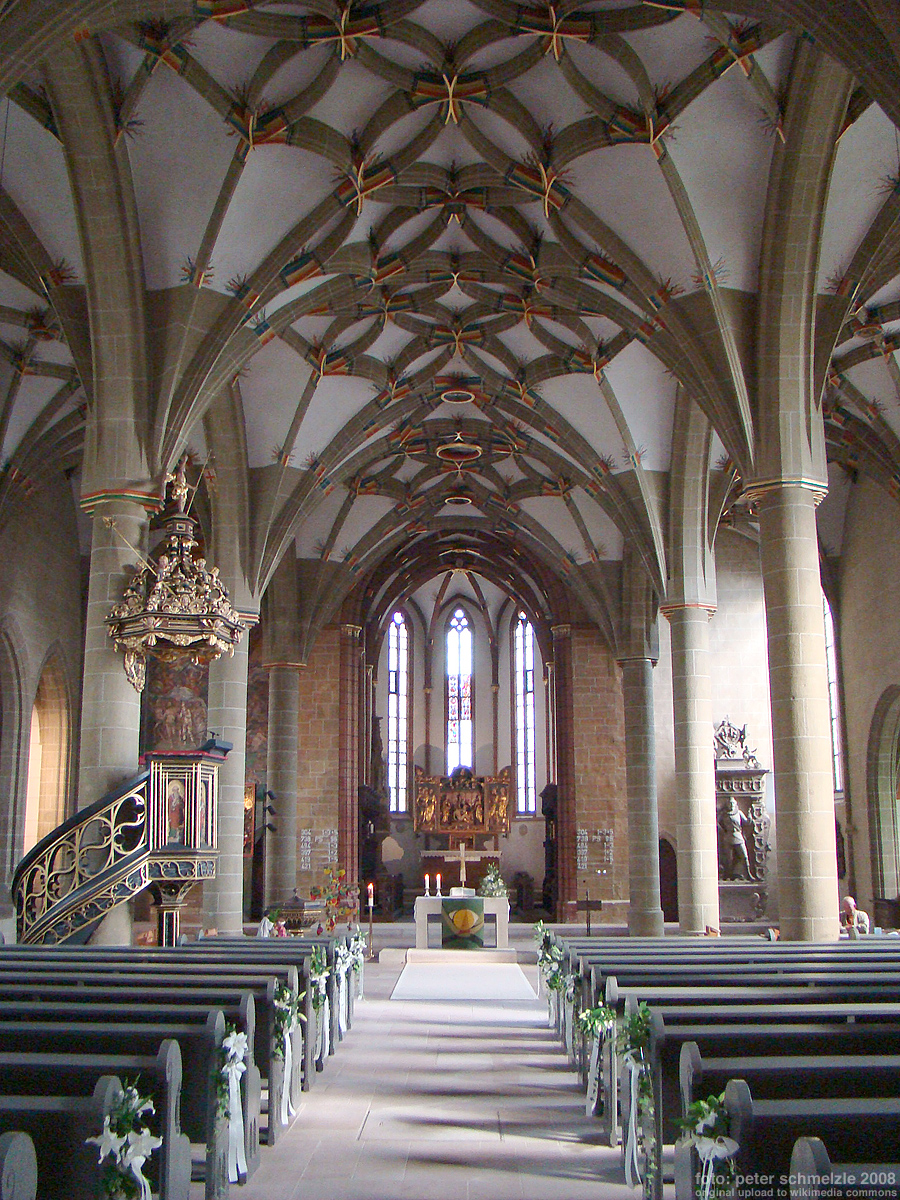
Das Innere der Stadtkirche von Bad Wimpfen
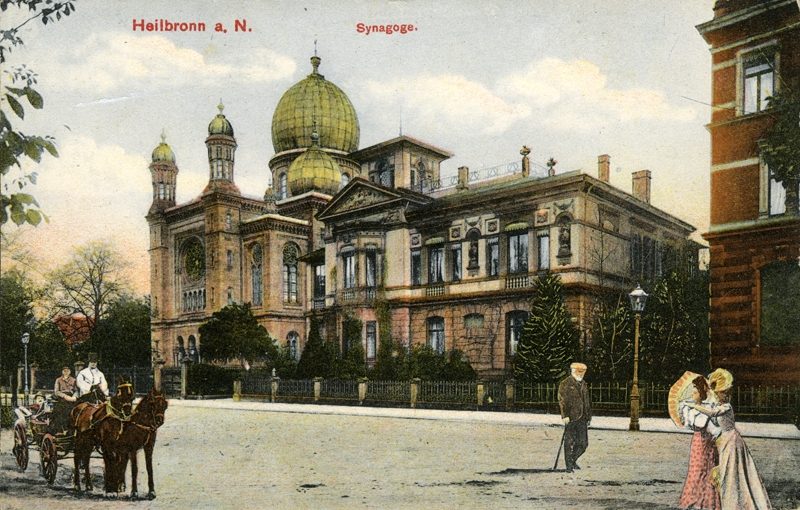
Heilbronner Synagoge, durch Brandstiftung in der „Reichskristallnacht“ im November 1938 zerstört
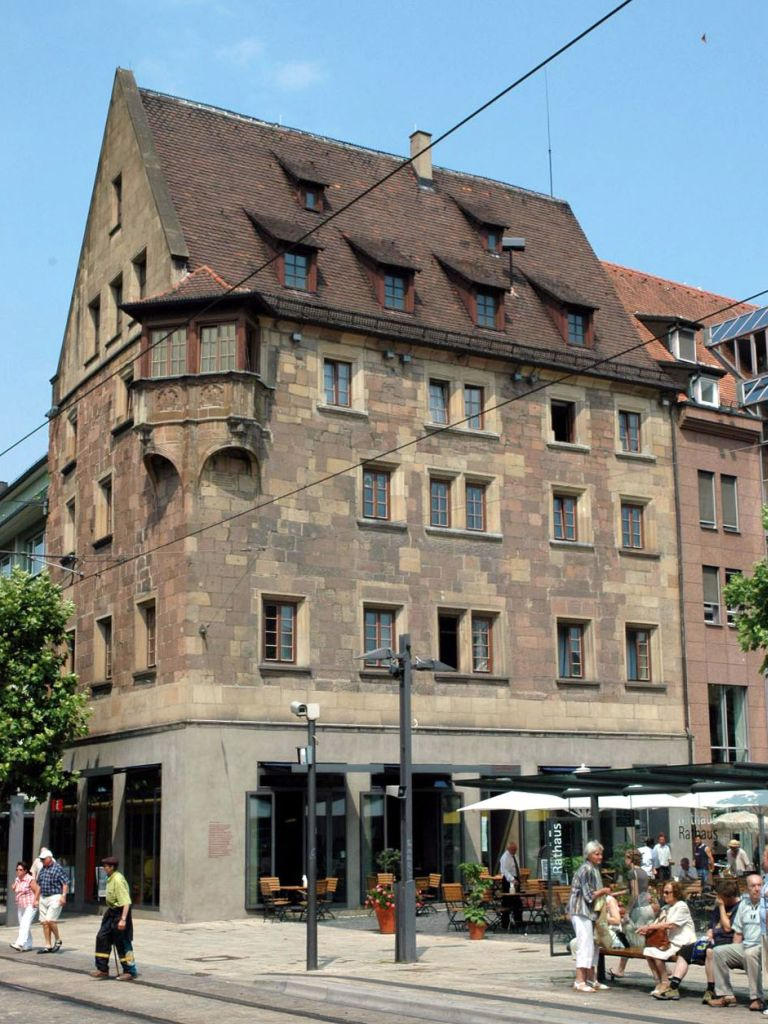
Käthchenhaus in Heilbronn